# Système électrique de la Martinique
La Martinique fait partie des zones non interconnectées au réseau métropolitain continental (ZNI) qui doivent donc produire elles-mêmes l’électricité qu’elles consomment. De ce fait, les ZNI disposent d’une législation spécifique concernant la production et la distribution d’électricité.
Le mix énergétique de la Martinique est marqué par une très forte importance de la production d’énergie thermique. Parallèlement, la consommation électrique de l’île est en légère baisse. Ces résultats sont à attribuer à la fois aux efforts d’information et de sensibilisation des régions, de l’Agence de l'environnement et de la maîtrise de l'énergie (ADEME) et des énergéticiens en faveur d’économies d’énergie, mais aussi au contexte de décroissance démographique du territoire. Malgré ces résultats, la maîtrise de la consommation électrique du territoire demeure un enjeu central, étant donné la faiblesse des potentiels énergétiques du territoire comparés à d'autres territoires d'outre-mer, comme la Guadeloupe et la Réunion.
La Martinique et ses habitants sont donc confrontés à une double nécessité : continuer de renforcer la maîtrise de la consommation d'électricité tout en développant les énergies renouvelables afin de réduire la pollution environnementale due à la production d’électricité d’origine thermique.

## Moyens de production

### Énergies non renouvelables
En 2015, la production thermique à partir de combustibles fossiles représente 93 % de l’énergie produite en Martinique. Elle est issue de centrales diesel et de turbines à combustion :
Centrales Diesel
- La Centrale de Pointe des carrières, exploitée par Électricité de France (EDF), dispose de 2 groupes diesels lents, d’une puissance continue nette (PCN) de 40,6 MW chacun, pour une puissance totale de la centrale de 81 MW.

- La centrale de Bellefontaine B (ou Bellefontaine 2), également exploitée par EDF, est la plus grosse unité de production électrique de l’île. Équipée de 12 moteurs diesels de 18,3 MW chacun, pour une puissance totale installée d’environ 220 MW, elle a progressivement été mise en route en 2013 pour une mise en fonctionnement complète en 2014. Cette nouvelle installation apporte un gain de rendement de 15 % par rapport à l'ancienne centrale Bellefontaine A (ou Bellefontaine 1) qu'elle remplace[5].

Turbines à combustion
- Les deux turbines à combustion (TAC) de la SARA (Société anonyme de la raffinerie des Antilles), situées sur la commune du Lamentin et disposant chacune  d’une puissance de 4,8 MW, sont destinées à alimenter la raffinerie de pétrole de la SARA. Toutefois, l’électricité excédentaire est livrée sur le réseau d’EDF.  Elles injectent dans le réseau martiniquais une puissance effective de 3 MW pour un productible d’environ 20 GWh/an.
- La Centrale de Pointe des Carrières est aussi équipée de 2 TAC de 20 MW et d’une TAC de 28 MW[6].
- La centrale de Bellefontaine A est également équipée d’une TAC, dont la puissance est de 23 MW.
- La centrale Galion 1 d’Albioma, exploitée par la Compagnie de Cogénération du Galion, dispose d’une turbine à combustion depuis 2007. Sa puissance est de 40 MW.

### Énergies renouvelables
L’exploitation des énergies renouvelables en Martinique n'a commencé que tardivement, les caractéristiques de l’ile étant autrefois jugées peu propices à leur développement. Pour autant, les efforts de la population et des énergéticiens vont dans le sens d’une plus grande part d’énergie renouvelable dans l’avenir du mix énergétique de la Martinique.
La loi Grenelle I no 2009-967 du 3 août 2009 de programmation relative à la mise en œuvre du Grenelle de l'environnement indique à l'article 56 les dispositions relatives à l'outre-mer : pour la Martinique, l'objectif dans le domaine de l'énergie est de parvenir à 50 % d'énergies renouvelables dans la consommation finale en 2020. L'autonomie énergétique est visée à l'horizon 2030.
Le réseau de distribution d'électricité de la Martinique n'étant pas interconnecté avec les îles voisines, et a fortiori au réseau métropolitain continental, l'arrêté du 23 avril 2008 s'applique à la gestion des énergies dites intermittentes : éoliennes, photovoltaïques, marines : toute installation de production d'électricité solaire et éolienne de capacité supérieure à 3 kWc et non équipée d'un système de stockage est susceptible d'être déconnectée du réseau par le gestionnaire de celui-ci une fois le seuil de 30 % de puissance active à caractère aléatoire injectée dans celui-ci. L'atteinte des objectifs de la loi Grenelle I est ainsi conditionnée soit par le développement de structures de puissance maximale inférieure ou égale à 3 kWc, soit par l'ajout de dispositifs de stockage aux installations de production.

#### Éolien
En novembre 2001, le programme régional de maîtrise de l'énergie a publié le Schéma régional éolien de la Martinique. Celui-ci prévoyait un développement de la filière éolienne à l'horizon 2007 avec 246 éoliennes de 220 kWc et 4 éoliennes de 60 kWc réparties sur 48 sites de la côte Est pour une puissance installée totale de 54,36 MWc. La production annuelle envisagée était alors de 82,8 GWh/an.
Installée en 2004 au Vauclin, la première ferme éolienne a une puissance de 1,1 MWc.
En avril 2013, le Schéma régional éolien de la Martinique est mis à jour et propose alors la réalisation de 2 sites conformément à la délibération du ministre chargé de l'énergie du 9 février 2012 :
- Projet de Pain de Sucre situé dans la commune de Sainte-Marie, d’une puissance électrique de 4 MWc.
- Projet de Dehaumont situé dans la commune de Le Marigot, d’une puissance électrique de 9 MWc.

En 2017, aucun de ces aérogénérateurs n'a été installé.
Le site du GRESS (Grand'Rivière Eolien Stockage Service) est mis en service le 14 janvier 2019. Le 22 février 2019, a lieu l'inauguration officielle du parc éolien avec stockage de Grand'Rivière d’une puissance installée de 14MW. Ces installations ont commencé à injecter de l'électricité sur le réseau dès le quatrième trimestre 2019. Cette centrale éolienne est couplée à un système de stockage de l'électricité sur batteries (d'une capacité de 5,3 MWh), afin de lisser la production. Les éoliennes ont été dimensionnées pour résister à des rafales de vent de 214km/h, et un dispositif de sécurité permet de les placer face au vent en cas d'alerte cyclonique[réf. nécessaire].

#### Solaire
Avec une durée d'ensoleillement moyen de 2 400 heures par an et un potentiel solaire moyen de 1 450 kWh/m2/an, la Martinique possède un gisement solaire équivalent à la ville de Perpignan (Pyrénées-Orientales).
Malgré une part encore faible dans le mix énergétique insulaire, l’énergie solaire est celle qui se développe le plus en Martinique et celle qui a le plus important potentiel.
Ainsi en 2018, la Martinique disposait de 66 MW en installations photovoltaïques raccordées au réseau électrique, pour une production annuelle de 76 GWh.

#### Biomasse
Le1er octobre 2018, Albioma annonce la mise en service industriel de la centrale Galion 2 (100 % bagasse/biomasse). Cette nouvelle centrale d’une puissance de 40 mégawatts, est détenue à 80 % par Albioma (ex-Séchilienne-Sidec) et à 20 % par Cofepp, groupe sucrier plus connu par le nom de ses rhums, notamment La Martiniquaise. Un contrat a été conclu avec EDF pour un achat d’électricité garanti pendant trente ans.
La centrale utilise des pellets importés des États-Unis comme combustible pour la production d'électricité et de vapeur pour l’usine du Galion. À terme, la bagasse, résidu fibreux de la canne à sucre, fournira 40 % du combustible nécessaire.

### Énergies mixtes
L'exploitation de sources d'énergie comprend, ici, l'utilisation de gisements de ressources ne pouvant être considérés, ni comme complètement renouvelables, ni totalement comme énergies fossiles. Elles sont les premières sources qui ont été développées en alternative aux produits pétroliers qui ont totalement porté la production électrique jusqu'en 2002.

#### Usine d’incinération des ordures ménagères
L'une des principales sources d’énergie non fossile de l’île est l'usine d’incinération des ordures ménagères (UIOM) qui produit 2% de l'électricité de l'île, avec près de 30 GWh par an. Seule la part d'énergie provenant des déchets biodégradables est dite renouvelable, elle est fixée réglementairement à 50%.
Deux lignes de combustions des déchets ménagers de 6,6 MW nets permettent la production d’une puissance électrique totale de 4 MW. Mise en route en 2002, ces lignes sont exploitées pour le syndicat martiniquais de traitement et valorisation des déchets (SMTVD), par la Martiniquaise de valorisation.
L’UIOM était, jusqu'en 2018, l’unique source d’énergie non fossile et non intermittente de l’île jusqu'à la mise en fonctionnement de la centrale biomasse Galion 2. Avec plus de 100 000 tonnes de déchets incinérés par an, elle contribue à la gestion des déchets sur l'île mais génère une quantité notable de gaz à effet de serre.

#### Pile à hydrogène
Porté par la Société Anonyme de la Raffinerie des Antilles (SARA) et Hydrogène de France (HDF), le projet Cleargen a été mis en place à proximité du site de la raffinerie des Antilles, au Lamentin. Inaugurée le 5 décembre 2019, cette pile d'une puissance de 1 MW injecte environ 3 GWh d'électricité par an sur le réseau en utilisant l'excédent d'hydrogène produit par la raffinerie. Qualifié de première mondiale, ce projet permettrait d'éviter chaque année la consommation de 850 tonnes de fioul et les émissions de 3000 tonnes de CO2

## Production et consommation
Le bilan électrique de la Martinique a évolué comme suit :
|                                   | 2012  | 2013  | 2014  | 2015  | 2016  | 2016   | Variation (%) | Variation (%) |
|                                   | GWh   | GWh   | GWh   | GWh   | GWh   | %      | 2016/15       | 2016/10       |
| Production d'électricité          |       |       |       |       |       |        |               |               |
| Éolien                            | 2     | 2     | 2     | 2     | 1     | 0,1 %  | -50 %         | -50 %         |
| Photovoltaïque                    | 80    | 74    | 82    | 82    | 78    | 4,7 %  | -5 %          | -2 %          |
| Thermique classique               | 1 600 | 1 591 | 1 566 | 1 573 | 1 594 | 95,3 % | +1 %          | -0,4 %        |
| Production totale brute           | 1 682 | 1 667 | 1 650 | 1 658 | 1 672 | 100 %  | +1 %          | -1 %          |
| Consommation branche énergie      | 286   | 265   | 240   | 247   | 234   | 14 %   | -5 %          | -18 %         |
| Consommation finale d'électricité |       |       |       |       |       |        |               |               |
| Résidentiel                       | 606   | 611   | 602   | 610   | 622   | 43 %   | +2 %          | +3 %          |
| Tertiaire                         | 678   | 631   | 675   | 676   | 689   | 48 %   | +2 %          | +2 %          |
| Industrie, agric., transports     | 112   | 160   | 133   | 125   | 128   | 9 %    | +2 %          | +14 %         |
| Consommation finale               | 1 395 | 1 402 | 1 410 | 1 411 | 1 438 | 100 %  | +2 %          | +3 %          |

## Réseau électrique
Le réseau électrique de la Martinique est constitué à fin 2012 de :
- 221,3 km de lignes haute tension (HTB : 63 kV) dont 13,3 km en souterrain, interconnectant les principales villes,
- 1 672,4 km de lignes moyenne tension (HTA : 20 kV) dont 1 005 km en souterrain et 5,4 km de réseau immergé,
- 2 904 km de lignes basse tension (BT : 220 V) dont 596 km en souterrain.

## Projets en cours

### Production thermique
- La centrale de Bellefontaine 2 (ou Bellefontaine B) pourrait être convertie au gaz, permettant des gains environnementaux conséquents.

### Énergies renouvelables
De nombreux projets de production renouvelable sont  envisagés en Martinique :
- L’augmentation de capacité de traitement de l’actuelle usine d’incinération des ordures ménagères
- La création d’une unité de valorisation du biogaz de la Trompeuse
- L’installation de nouveaux parcs éoliens équipés de dispositifs de stockage d'énergie électrique
- Un projet de production géothermique en Martinique
- La création d’un four biomasse par la CACEM
- La construction d’unités de production de mini hydraulique à Rivière Lorrain, ainsi que sur les rivières Case Navire et Lézarde.
- La mise en place d’un prototype d’unité de production d’énergie thermique des mers.
- La réflexion autour de la conception de piles à combustible et d’un carburant bioéthanol.

## Projets abandonnés ou à l'arrêt

### Production thermique

#### Gazoduc des Antilles
Porté par Monplaisir Groupe au début des années 2010, le projet de gazoduc des Antilles prévoyait d'approvisionner l'île de la Martinique en gaz naturel de Trinité-et-Tobago. Cet approvisionnement aurait pu permettre au territoire de convertir une partie de ses moyens de productions, passant du fioul au gaz, diminuant ainsi les émissions de gaz à effet de serre de l'île.

#### Projet Galion 2 bagasse-charbon
Avant d'être un projet bagasse-biomasse, la centrale Galion 2 prévoyait un usage conséquent du combustible charbon afin de produire de l'électricité. La transition du projet et l'abandon du combustible charbon ont été réalisés par la transformation de la stratégie de la société Séchilienne Sidec, devenant alors Albioma. Les acteurs locaux, notamment la Région de Martinique et les services de l'État, ont également joué un rôle d'accompagnateur dans la mutation du projet.

### Énergies renouvelables

#### Énergie thermique des mers
Le projet d'énergie thermique des mers New Energy for Martinique and Overseas (NEMO) était porté par Naval Group (ex DCNS). Celui-ci a été abandonné par le groupe en 2018, justifié par des difficultés techniques dans la réalisation de la conduite d'eau de mer. Les élus de la Collectivité territoriale de Martinique ont également manifesté leur opposition à ce projet par le vote d'une motion à l'encontre de cette installation.

#### Centrales photovoltaïques au sol
S'il existe quelques centrales au sol sur l'île de la Martinique, beaucoup de projets autorisés n'ont pas vu le jour. Ceci est dû à une double dynamique de diminution des tarifs d'achat de l'électricité à l'échelle nationale et d'opposition de la société civile à l'échelle locale durant le début des années 2010.